# 相槌
相槌（あいづち、aizuchi）とは、会話中にしばしば挿入される間投詞のこと。語源は鍛冶で主導的な鍛冶職と金敷をはさんで向かい側に位置し、ハンマー (槌) を振るう助手 (向かい槌とも) を指す言葉から。聞き手が話者に関心を持ち、理解していることを示す。言語学の用語では交感的 (Phatic) な表現形式にあたる。相槌は聞き手が会話に積極的に参加していることを示すことで話者を安心させるものとされる。
母語を日本語としない者は、しばしば聞き手の相槌が自分への同意を示しているものだと誤解しがちである。一般的な相槌を直訳すると次のようになる
- はい、ええ、うん (yes, with varying degrees of formality)
- そうですね (that's how it is, I think)
- そうですか (is that so?)
- ほんとう、ほんと、ほんとに、ほんま (really)
- なるほど (I see, that's right)
- 頷き (nodding)

これらは英語でいう yeah ok や got it などにあたるが、日本語ではより頻繁に発せられる重要な言葉である。
商談などでは特にこれらの相槌がネイティヴでない人間には負担となる。彼らは日本人のパートナーが自分たちの提案に完全に同意しているものだと考えてしまうが、実際には日本人たちは提案を理解していると言っているだけなのだ。提案に対して「理解」を示したのであり、「同意」を示しているのではない。
相槌はおうむ返し疑問文 (echo questions) の形式をとることがある。これは名詞に「ですか」をつけた文からなる。話者 A が何かを訊ね、話者 B はキーワードに「ですか」をつけて繰り返し、話者 A が話していることを確認したり、単に返答を考えている間もコミュニケーションが続くようにするのである。あえて英語で同じ言葉を捜せば "A..., you say?" がそれにあたる。「新しい車を買ったんです」に対する「車ですか」 (you say?) のようにである。